# 摩天楼オペラ

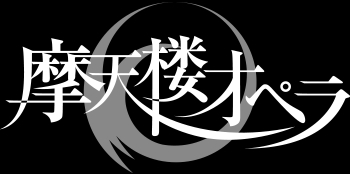
バンドの公式ロゴ

インディーズ時代のバンドの公式ロゴ

摩天楼オペラ（まてんろうオペラ）は、日本のヴィジュアル系パワーメタルバンド。

## 概要
2007年春、元Jenivaの苑と悠を中心に結成。ヴィジュアル系のシーンの中では珍しくキーボードを擁した5人編成によるバンドである。
バンドコンセプトは「現代的なものと伝統美の融合」。シンフォニックメタルから影響を受けたバンドサウンド と高い演奏力、ヴォーカルの苑の高音とヴィブラートが特徴。楽曲においてはシンフォニックメタルを軸にした曲が多く、メンバーのほとんどがメタルを好んでいる。
バンド名の由来は、ヴォーカルの苑が見ていたテレビアニメ『BLOOD+』のサブタイトルから。意味は「摩天楼は現代にしかなく、重いロックやデジタルサウンドを表していて、オペラは昔からの綺麗な音楽、ピアノやクラシックを表している」としており、そのままバンドコンセプトに直結する。

## 経歴
2006年
- 秋 - 摩天楼オペラが結成し、活動を開始[4]。

2007年
- 5月4日 - 結成後初となるライヴを浦和ナルシスで行い、同日1st Maxi Single「alkaloid showcase」を限定1000枚のみリリース。
- 10月30日 - Single「sara」を配布。
- 11月17日 - 未伽と華蓮が脱退。
- 12月23日 - Anziと彩雨が加入。

2008年
- 1月1日 - VersaillesのKAMIJO率いるSherow Artist Societyに移籍。
- 3月5日 - 新体制かつ移籍後初となる2nd Maxi Single「瑠璃色で描く虹」をリリース。
- 5月14日 - 1st Album『GILIA』の初回プレス盤とEurope Editionが発売。
- 9月24日 - 3rd Maxi Single「Spectacular」をリリース。
- 10月8日 - 1st Mini Album『GILIA』の通常盤が発売。
- 12月17日 - 4th Maxi Single「LAST SCENE」をリリース。

2009年
- 3月25日 - 5th Maxi Single「acedia」を発売。
- 6月24日 - 2nd Album『ANOMIE』の初回限定盤を発売。
- 8月11日 - 2nd Album『ANOMIE』のEuropean Special Editionを発売。
- 7月23日 - バンド初のワンマンライヴ「DAWN OF ANOMIE in Akasaka BLITZ」を開催。同日、会場限定シングル「Eternal Symphony」が配布される。
- 10月28日 - 2nd Album『ANOMIE』の通常盤と3rd Album『COUPLING COLLECTION 08-09』が同時発売。
- 11月25日 - 7月23日に開催された初のワンマンライヴの模様を収録した「DAWN OF ANOMIE in Akasaka BLITZ」を発売。バンド初となる映像作品。
- 12月16日 - 6th Maxi Single「Murder Scope」を発売。シングルとしては初めての複数形態でのリリース。

2010年
- 2月24日 - ワンマンツアー「Emergence from COCOON」が開始。同日から、会場限定シングルの「R」がリリース。
- 5月6日 - 渋谷タワーレコード限定で7th Maxi Single「GENESIS / R」をリリース。
- 9月1日 - 2月24日から開催された初のワンマンツアー「Emergence from COCOON」のツアーファイナル、渋谷C.C.Lemonホールでの模様を収録した「Emergence from COCOON ~Tour Final Live Film~」と、同ツアーのドキュメントを収録した「Emergence from COCOON ~Tour Document Film~」を発売。
- 11月24日 - 4th Album「INDIES BEST COLLECTION」をリリース。
- 12月22日 - 5th Album「Abyss」の発売をもって、キングレコードよりメジャー・デビュー。

2011年
- 3月9日 - Sherow Artist Society在籍時の最後のワンマンライヴの模様を収録した「MATENROU OPERA -1214- at SHIBUYA AX」を発売。
- 7月6日 - キングレコードへの移籍後初となる8th Maxi Single「Helios」をリリース。
- 7月29日 - 「Helios」の発売に併せて、ワンマンツアー「Beyond the Helios」を開始。
- 10月19日 - 9th Maxi Single「 落とし穴の底はこんな世界」をリリース。

2012年
- 2月22日 - 3月7日発売の6th Album「Justice」に先駆け、レンタル限定盤「Before Justice (limited rental edition)」をリリース。
- 3月7日 - 6th Album「Justice」をリリース。
- 4月14日 - 「Justice」の発売に併せて、ワンマンツアー「eyes of Justice Tour」を開始。
- 9月7日 - ニコニコ生放送にて、苑とAnziがMCを務めるインターネット番組「摩天楼オペラdeナイト」が放送開始。
- 10月3日 - コンセプトに「喝采と激情のグロリア」を掲げ、10th Maxi Single「GLORIA」をリリース。
- 10月5日 - 「GLORIA」の発売に併せて、ワンマンツアー「GLORIA TOUR -scene I-」を開始。
- 12月5日 - 11th Maxi Single「Innovational Symphonia」をリリース。

2013年
- 1月16日 - 「Innovational Symphonia」の発売に併せて、ワンマンツアー「GLORIA TOUR -scene II-」を開始。
- 2月13日 - 3月6日発売の7th Album「喝采と激情のグロリア」に先駆け、レンタル限定盤「喝采と激情のグロリア (limited rental edition)」をリリース。
- 3月6日 - 7th Album「喝采と激情のグロリア」をリリース。
- 4月24日 - 「喝采と激情のグロリア」の発売に併せて、ワンマンツアー「GLORIA TOUR -scene III-」を開始。
- 6月8日 - 2012年10月5日から開催された「GLORIA TOUR」のツアーファイナル、「GLORIA TOUR -GRAND FINALE-」をZepp Tokyoで開催。
- 9月4日 - 6月8日の「GLORIA TOUR -GRAND FINALE-」Zepp Tokyo公演の模様を収録した「GLORIA TOUR -GRAND FINALE- LIVE FILM in Zepp Tokyo」を発売。キングレコードへの移籍後初となる映像作品。
- 12月6日 - シングルとしては約1年ぶりとなる12th Maxi Single「Orb」をリリース。
- 12月7日 - 「Orb」の発売に併せて、ワンマンツアー「as if an Orb Tour」を開始。

2014年
- 3月6日 - 「AVALON」の発売に先駆けて、ワンマンツアー「journey to HEAVEN Tour」を開始。
- 7月23日 - 13th Maxi Single「隣に座る太陽」をリリース。
- 9月3日 - 8th Album「AVALON」をリリース。
- 9月17日 - 「AVALON」の発売に併せて、ワンマンツアー「AVALON TOUR」を開始。
- 10月29日 - テレビアニメ「オレん家のフロ事情」の主題歌である14th Maxi Single「致命傷」をリリース。

2015年
- 2月18日 - 2014年10月18日に開催された「AVALON TOUR」のツアーファイナル、日比谷野外音楽堂公演の模様を収録した映像作品「AVALON TOUR FINAL LIVE FILM in 日比谷野外大音楽堂」を発売。
- 4月8日 - コンセプトに「The Elements」を掲げ、劇場版「心霊写真部」の主題歌である15th Maxi Single「ether」をリリース。
- 5月6日 - 「ether」の発売に併せて、ワンマンツアー「The Fifth Element TOUR」を開始。
- 6月18日 - 初の配信限定シングル「君と見る風の行方」をリリース。
- 7月20日 - 配信限定シングル「青く透明なこの神秘の海へ」をリリース。
- 8月21日 - 配信限定シングル「讃えよう 母なる地で」をリリース。
- 10月21日 - 16th Maxi Single「BURNING SOUL」をリリース。
- 12月2日 - 「BURNING SOUL」の発売に併せて、ワンマンツアー「The Elements TOUR」を開始。

2016年
- 1月20日 - 9th Album『地球』をリリース。
- 3月6日 - 「地球」の発売に併せて、ワンマンツアー「地球 -The Elements- TOUR」を開始。
- 3月9日 - 配信限定シングル「炎の人」をリリース。
- 5月15日 - 7月末日にAnziが脱退する事が発表[5]。
- 7月22日 - TSUTAYA O-EAST公演「飛翔」をもってAnziが脱退。
- 8月31日 - 映像作品「地球 -The Elements- TOUR FINAL LIVE FILM in EX THEATER ROPPONGI」を発売。
- 10月19日 - 10th Album「摩天楼オペラ BEST&CLIPS」「摩天楼オペラ BEST&REQUEST」と、サポートギターにFar East DizainのLedaを起用し、11th Album「PHOENIX RISING」を同時リリース。同日、ベルウッド・レコードに移籍。
- 11月10日 - 「PHOENIX RISING」の発売に併せて、ワンマンツアー「PHOENIX RISING TOUR」を開始。
- 12月23日 - バンド初となるクリスマスライヴ「Club摩天楼 Premium Live 2016 "X'mas Night"」をClub摩天楼限定で開催。同日、サポートギターにLIGHT BRINGERのJaYを起用し、会場限定シングル「SHINE ON」をリリース。

2017年
- 4月12日 - 12th Album『PANTHEON -PART 1-』をリリース。
- 4月21日 - 「PANTHEON -PART 1-」の発売に併せて、ワンマンライヴ「PANTHEON TOUR -ZERO-」を開催。
- 5月4日 - 「PANTHEON -PART 1-」の発売に併せて、ワンマンツアー「PANTHEON TOUR -the first movement-」を開始。
- 6月30日 - 初のヨーロッパワンマンツアー「PANTHEON TOUR -the second movement- "MATENROU OPERA EURO TOUR 2017"」を発表するが、後に中止となる。
- 8月30日 - ワンマンツアー「PANTHEON TOUR -the third movement-」が開始。同日から、会場限定シングル「WARRIOR」をリリース。
- 11月15日 - 13th Album『PANTHEON -PART 2-』をリリース。
- 11月22日 - 「PANTHEON -PART 2-」に併せて、ワンマンツアー「PANTHEON TOUR -coda-」を開始。

2018年
- 2月4日 - ワンマンツアー「PANTHEON TOUR -coda-」の仙台 CLUB JUNK BOX公演で、3月2日をもって悠が脱退する事が発表[6]。
- 2月24日 - ワンマンツアー「PANTHEON TOUR -overture-」が開始。
- 3月2日 - ワンマンツアー「PANTHEON TOUR -overture-」のEX THEATER ROPPONGI公演をもって悠が脱退。同日、2016年から約1年半サポートギターを務めたJaYが、所属していたLIGHT BRINGERを脱退し[7]、5月4日付で摩天楼オペラに加入する事が発表[8]。
- 5月4日 - ベルウッド・レコードへの移籍後、初となる映像作品『10th ANNIVERSARY「PANTHEON TOUR -overture-」TOUR FINAL LIVE FILM in EX THEATER ROPPONGI 2018.3.2』を発売。ギターのJaYが加入。
- 6月13日 - 約2年半ぶりとなる17th Maxi Single「Invisible Chaos」をリリース
- 6月17日 - 「Invisible Chaos」の発売に併せて、「Invisible Chaos TOUR」が開始。
- 12月24日 - [Club摩天楼限定] トークイベント X’mas PARTY 2018開催。

ex.Dr.悠のドラマー人生最後の映像作品、10th Anniversary 「PANTHEON TOUR -overture-」 2018.3.2 EX THEATER ROPPONGI VRライヴ映像をリリース。
- 12月30日 - 新宿BLAZEにて2018年の締め括りであり2019年への足掛けとなるライヴ「Resound Of Opera」を開催。同日同公演内で、翌年1月1日付けのサポートドラム響の加入が発表。

2019年
- 1月1日 - ドラムの響が加入。
- 2月27日 - 14th Album『Human Dignity』リリース。同アルバムの発売をもって再びメジャーデビュー。
- 3月2日 - 「Human Dignity」に併せて、ワンマンツアー 「Human Dignity TOUR」を開始。

2020年
- 3月31日 - メジャー復帰後2作目となるアルバム『Chronos』をリリース。「時の流れと恋人の関係性」を表現したコンセプトアルバムとなっている[9]。
- 8月1日 - ベルウッド・レコードからの独立を発表[10]。
- 11月28日、JaYの脱退を発表[11]。

2021年
- 2月17日 - シングル「儚く消える愛の讃歌」をリリース。レコーディングには、サポートギタリストとして大村孝佳を起用[12]。
- 3月1日 - 約1年ぶりとなる有観客ライヴ「共鳴する心音」を開催。
- 8月25日 - シングル「終わらぬ涙の海で」をリリース。レコーディングには、サポートギタリストとして平賀優介を起用[13]。

2022年
- 5月4日 - 大手町三井ホールにて開催された「15th Anniversary Live」をもってサポートギタリストの平賀優介が優介として正式に加入。
- 6月22日 - 3年ぶりとなるフルアルバム「真実を知っていく物語」をリリース[14]。

2023年
- 5月4日 - Zepp Hanedaで開催された「16th Anniversary Live -翠玉のワルツ- 」にて、会場限定で「翠玉のワルツ」を無料配布。

2025年
- 7月27日 - ギターの優介がイベント準備中の不慮の事故で左上腕を骨折。8月10日に開催される「18th Anniversary Live」は演奏見合わせとなった[15]。
- 8月3日、優介が退院[16]。

## メンバー

### メンバー
苑（ソノ）
- ヴォーカル担当。jenivaの元メンバー。1982年12月18日生まれ[17]で、血液型はO型[18]、北海道札幌市出身。
バンドリーダーで、バンドの殆どの楽曲の作詞を手掛けている。摩天楼オペラというバンド名も彼が考案し付けたものである。
専門学校時代はMAKE-UPのヴォーカルの山田信夫から歌を習っていた[19]。
愛称は「お苑」「そのまん」。アニメが好き[20]。 お酒も好きで、日本酒を語るFacebookをやっている[21]。
- 2018年8月4日　ソロプロジェクトとして『運命交差点』の始動を宣言した。10月にシングルCD『最高の瞬間』をリリースし、ライヴも行った[22]。

燿（ヨウ）
- ベース担当。GRAVE SEEDの元メンバー。10月30日生まれで、血液型はA型[18]、岩手県盛岡市出身。
COMBAT GUITARSとエンドース契約しており、シグネイチャーモデルのベースが発売されている[23]。
プレイスタイルは指弾き。岩手県立盛岡第一高等学校、東京学芸大学卒[24]。

彩雨（アヤメ）
- キーボード担当。8月28日生まれで、血液型はB型[18]、神奈川県出身。2007年12月23日加入。
ライヴではALESIS VORTEX Wirelessを主に使用、Roland JUPITER-50も楽曲により使用している。
以前よりもステージ前面に出るプレイスタイルに変わった。過去にはRoland FANTOM G7やAX-SYNTHなどMOTIF XS7を利用していた。
慶應義塾大学環境情報学部卒。2014年4月30日、京都コンピュータ学院および京都情報大学院大学の客員教授に就任[25]。
愛称は「あやくす[26]」。
- 趣味はスポーツ観戦。刀剣乱舞、横浜F・マリノス、横浜DeNAベイスターズが好きで生活のスパイス。

響（ヒビキ）
- ドラム担当。SEVER BLACK PARANOIA及びA Ghost of Flareの元ドラマー。7月13日生まれ[27]。
2018年5月4日の「Club摩天楼Presents “11th ANNIVERSARY LIVE”」から、ライヴとレコーディングに参加。PearlとZildjianのエンドースアーティスト[28]。
2018年12月30日の「Resound of Opera」の新宿BLAZE公演にて、2019年1月1日に加入する旨を発表[29]。

優介（ユウスケ）
- ギター担当。Arise in Stabilityの元メンバーであり、GUITARISTS ON DEMANDのギタリスト。1992年8月10日生まれ[30]。 BABYMETALがライヴを行う際の「神バンド」のギタリストの一人でもある[31]。
2021年3月1日にCLUB CITTA' 川崎にて開催されたライヴ「共鳴する心音」に参加し、以降ライヴとシングル「終わらぬ涙の海で」の制作に参加。
2022年5月4日に大手町三井ホールにて開催されたライヴ「15th Anniversary Live」をもって加入した[32]。

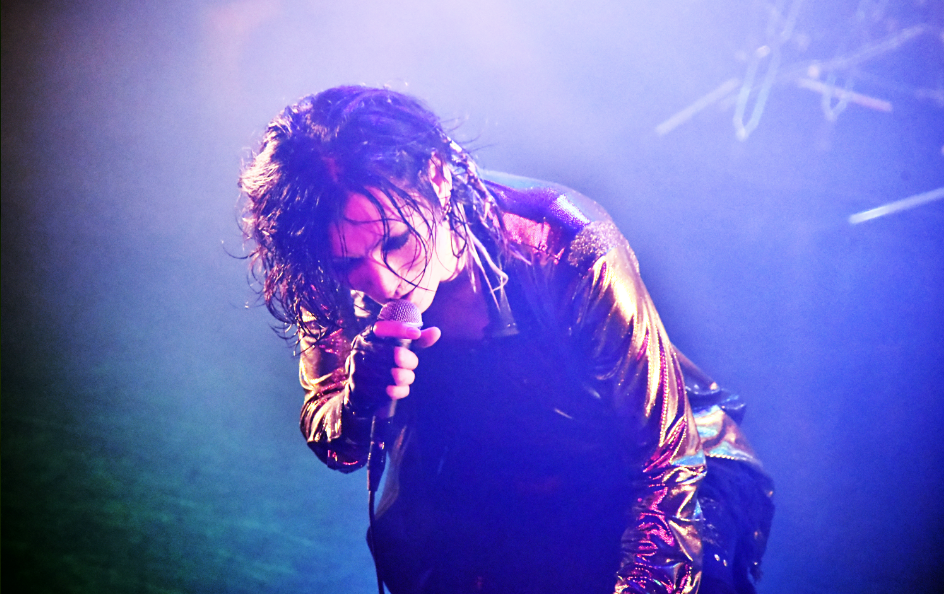
苑 (Vocal)
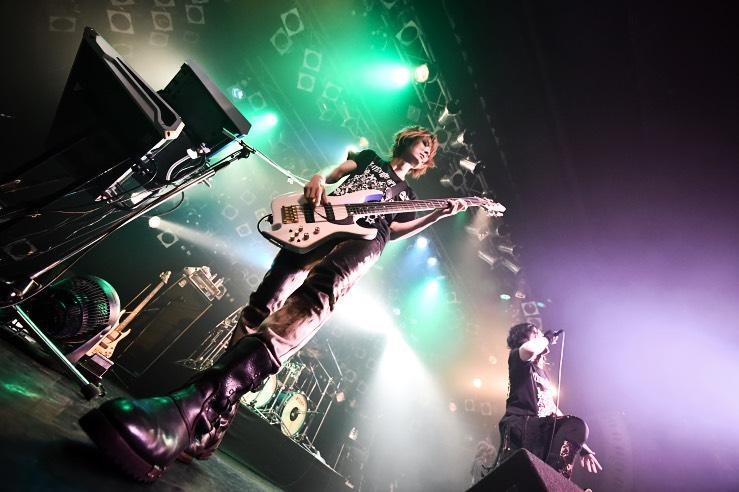
燿 (Bass)
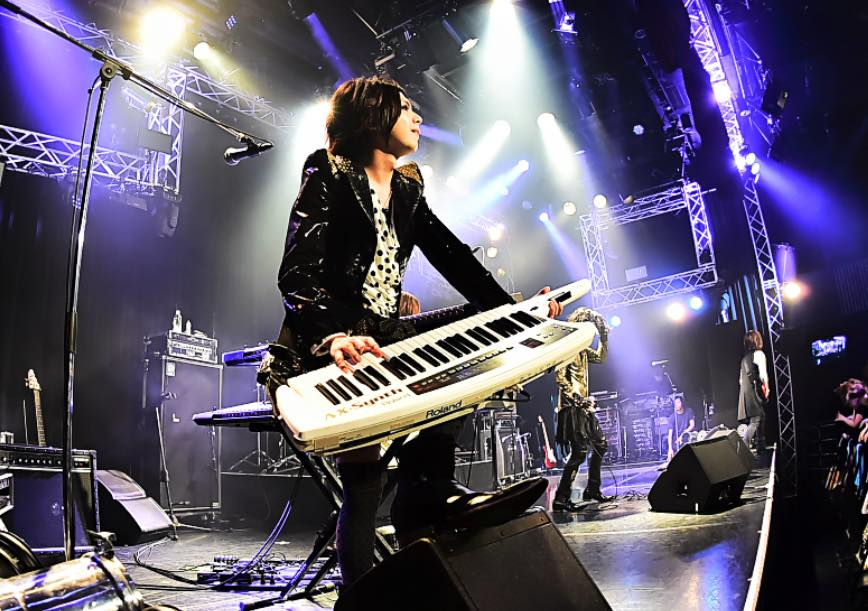
彩雨 (Keyboards)

### 旧メンバー
未伽（ミカ）
- ギター担当。ANCIENT MYTHの元メンバー。2007年11月17日脱退。

華蓮（カレン）
- キーボード担当。Masterpieceの元メンバー。2007年11月17日脱退。シングル「alkaloid showcase」のカップリング曲「風の鳥」の作詞・作曲を手掛けた。

Anzi（アンジ）
- ギター担当。Masterpieceの元メンバー。2月24日生まれで、血液型はB型[18]。2007年12月23日加入。ESPミュージカルアカデミー卒[33]。イングヴェイ・マルムスティーンの影響を受けている[33]。Soultool Customized Guitarとエンドース契約しており、シグネイチャーモデルのギターを使用[34]。2016年7月22日、TSUTAYA O-EASTでのライヴを以って脱退[5]。

悠（ユウ）
- ドラム担当。Masterpiece及びGRAVE SEEDの元メンバー。7月29日生まれで、血液型はO型[18]、山梨県上野原市出身。TAMAとエンドース契約し、TAMAのツーバスセットを使用している。[35] 好きなバンドはハロウィン[36]。崇拝するミュージシャンはマイケル・キスク[37]。緑色を好み[38]、愛称は「エメ」。2018年3月2日の「PANTHEON TOUR -overture-」のEX THEATER ROPPONGIでのライヴを以って脱退[6]。

JaY（ジェイ）
- ギター担当。元LIGHT BRINGERのギタリスト。12月6日生まれ。2016年10月2日からの「Club摩天楼 限定LIVE 2016」の渋谷WWW公演以降の、ライヴとレコーディングに参加。2018年3月2日の「PANTHEON TOUR -overture-」のEX THEATER ROPPONGI公演にて、同年5月4日付の加入が発表[8]。同日、LIGHT BRINGERからの脱退を発表[7]、2020年11月28日、12月の配信ライヴ「MATENROU OPERA CHRONICLE 2016-2020」を以って摩天楼オペラを脱退[39]。

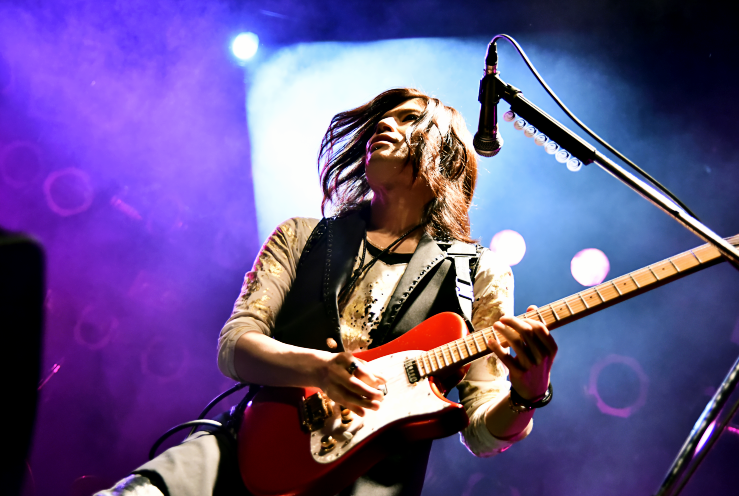
Anzi (Gt)
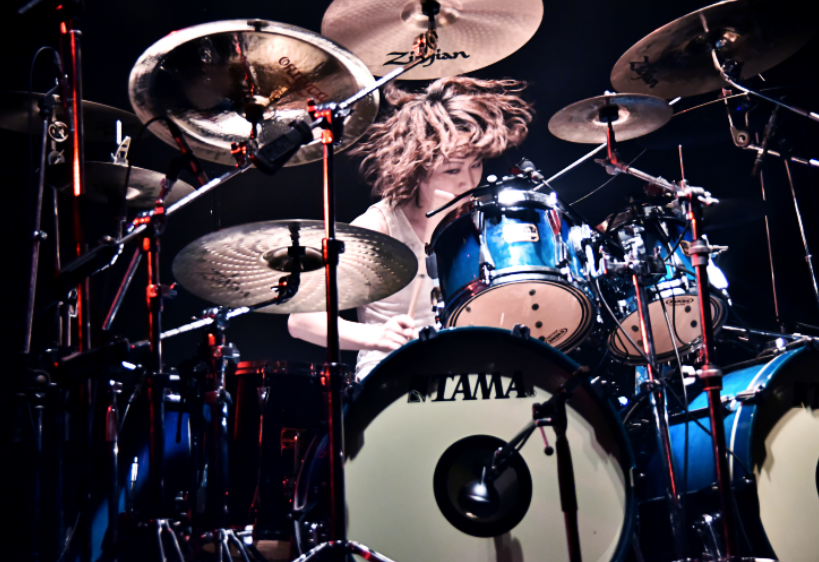
悠 (Drums)

### サポートメンバー
かどしゅんたろう
- ドラム担当。フリーランスのドラマー。2013年6月末日から11月まで悠が療養していた際のライヴに参加。

Leda（レダ）
- ギター担当。Far East Dizainのギタリスト。3rdミニアルバム「PHOENIX RISING」にレコーディングで参加。

大村孝佳
- ギター担当。2021年発売のシングル「儚く消える愛の讃歌」にレコーディングで参加。

## ミュージック・ビデオ
| 監督         | 曲名 |
| ------------ | --- |
| 小川王子     | 「もう一人の花嫁」 |
| 茂木将       | 「Helios」「落とし穴の底はこんな世界」「GLORIA」 「Innovational Symphonia」「喝采と激情のグロリア」 「隣に座る太陽」「天国の在る場所」「ether」 「BURNING SOUL」「PANDORA」 |
| 大坪草次郎   | 「Orb」 |
| 吉田ハレラマ | 「PANTHEON」「PANTHEON -PART 2-」「Invisible Chaos」「Human Dignity」 |
| 野川浩一郎   | 「PHOENIX」 |
| 大山卓也     | 「Chronos」 |
| 野上虎太郎   | 「儚く消える愛の讃歌」 |